# Коронас, Джованни Ринальдо
Джованни Ринальдо Коронас (итал. Giovanni Rinaldo Coronas; 10 апреля 1919, Кастельветрано, Италия — 5 января 2008, Рим, Италия) — итальянский политический деятель, министр внутренних дел Италии (1995—1996).

## Биография
В 1954—1967 гг. работает на муниципальной службе в Риме.
В 1967—1974 гг. — заместитель главы римской полиции.
В 1979—1984 гг. — начальник полиции Рима.
В 1995—1996 гг. — министр внутренних дел Италии в правительстве Дини.